# 4-碘苯胺
4-碘苯胺是一种有机化合物，化学式为C6H6IN，它是三种碘苯胺的同分异构体之一。它可由4-硝基碘苯被氢气、硼氢化钠等还原剂还原得到。它和苯甲醛在乙醇中反应，可以得到N-亚苄基-4-碘苯胺。在钯催化下、碳酸钾存在下，它和苯硼酸发生偶联反应，可以得到4-氨基联苯。